# Nsenga (popolo)
Gli Nsenga sono un gruppo etnico stanziato prevalentemente in Zambia (Provincia Orientale) e nel vicino Mozambico. Parlano la lingua nsenga, appartenente alla famiglia delle lingue bantu, tuttavia usano anche la lingua chewa, che è una sorta di lingua franca nell'area dello Zambia orientale.
Come altri popoli dell'area, gli Nsenga tracciano la loro origine nel regno di Lunda, nell'attuale Repubblica Democratica del Congo, dal quale migrarono verso sud all'inizio del XIX secolo, e dalla metà dello stesso secolo furono sotto l'influenza del regno Ngoni.
Le attività storicamente praticate dagli Nsenga sono l'agricoltura, la caccia e il commercio., anche se in tempi recenti un numero significativo di Nsenga è impiegato nelle miniere di rame dello Zambia o nel vicino Malawi. Coltivano soprattutto mais per il sostentamento, e riso e cotone come colture da reddito. La loro linea di successione è matrilineare.